# Robert Smythson

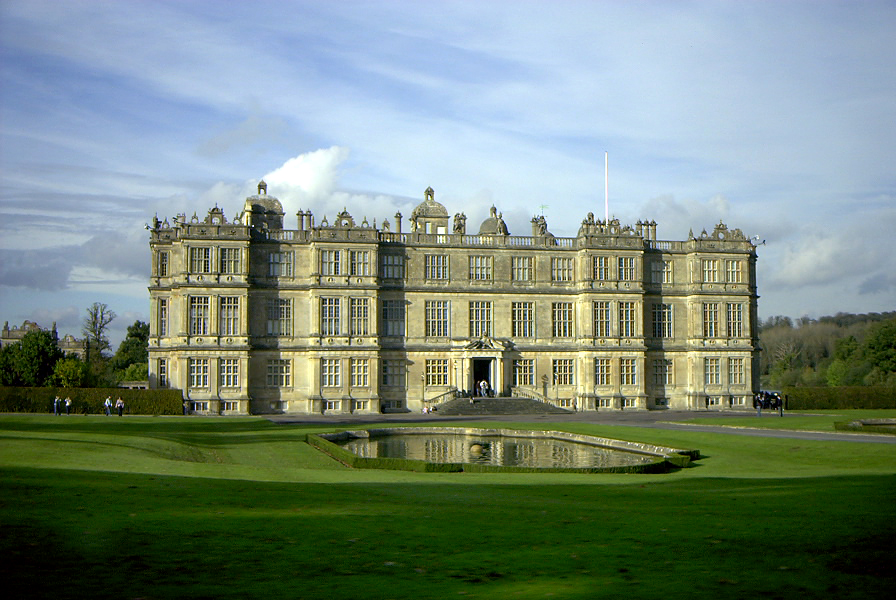
Longleat, Wiltshire erbaut von Sir John Thynne und Robert Smythson, 1568–1580

Robert Smythson (* um 1536; † 1614 in Wollaton) war ein englischer Baumeister und gilt als bedeutendster Vertreter der elisabethanischen Architektur.

## Leben
Über das Leben von Smythson ist nur wenig bekannt. Er war oberster Baumeister von Longleat House (1567–80) und lebte später in Wollaton. Smythson hinterließ viele Pläne und Zeichnungen, nach denen ihm einige Häuser in Nottinghamshire und Yorkshire zugeschrieben werden. Seine wichtigste Arbeit war Wollaton Hall (1580–88). Er folgte einem von Sebastiano Serlio inspirierten, abgewandelten Renaissance-Stil. Seine Entwürfe zeichnen sich durch die Betonung zahlreicher großer Fenster, durch ihre Symmetrie und Feinheit aus.